# Вільям Льюїс (шахіст)
Вільям Льюїс (англ. William Lewis; 9 жовтня 1787, Бірмінгем — 22 серпня 1870, Лондон) — один з найсильніших шахістів Англії на початку XIX століття; теоретик і пропагандист шахів. Учень Дж. Сарратта; продовжував його діяльність як пропагандист ідей італійської школи. Викладач шахів; серед його учнів — О. Макдоннелл і Дж. Вокер.
Опублікував низку досліджень, присвячених гамбітам — королівському, шотландському, Еванса. Переклав англійською мовою роботи Дж. Ґреко. Двотомник Льюїса «Цикл лекцій про шахову гру» зажив популярності та витримав кілька видань. Учасник матчу Лондон — Единбург за листуванням (1824). Грав усередині шахового автомата Й. Н. Мельцеля в Лондоні (1819).

## Книги
- Elements of the game of chess, L., 1822;
- A series of progressive lessons on the game of chess, L., 1831.